# رودلف هیلفردینگ

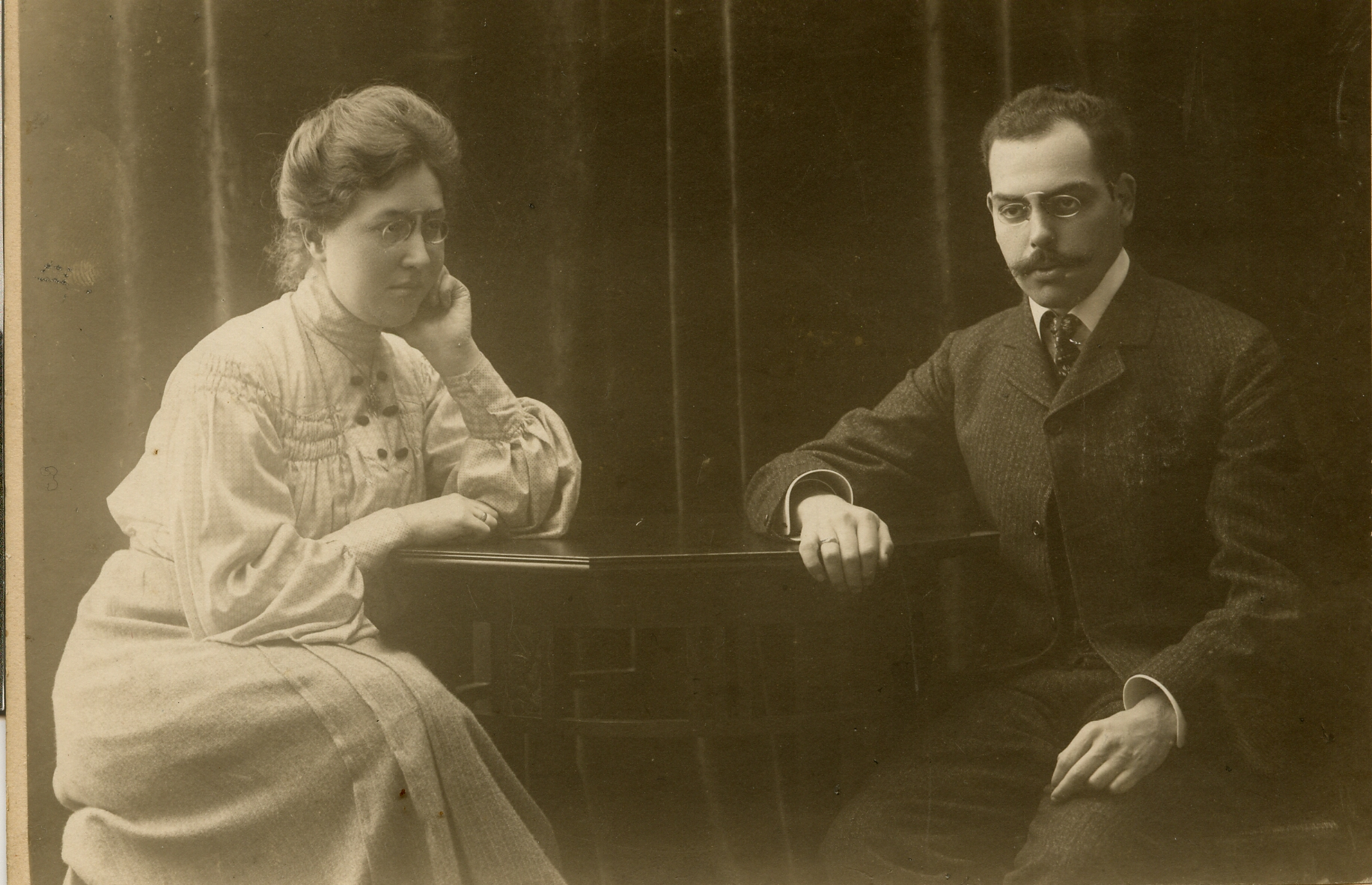
رودلف هیلفردینگ و همسرش

رودلف هیلفردینگ، (۱۸۷۷–۱۹۴۱) نظریه‌پرداز اتریشی و از اقتصاددانان بین‌الملل دوم است که بر درک مارکسیست‌ها از سرمایه‌داری انحصاری تأثیر فراوان گذاشته‌است.
هیلفردینگ که از رهبران برجسته حزب سوسیال دموکرات آلمان بود، در کتاب مهم خود با عنوان «سرمایه مالی، مرحله جدید تکامل سرمایه‌داری» تفاوت میان سرمایه‌داری مالی انحصارگر و سرمایه‌داری رقابتی اولیه دوران لیبرال را تشریح کرده‌است. او اگرچه به قانونمندی‌های سرمایه‌داری دولتی پای بند نبود، اما به امکان ظهور این شیوه تولیدی اشاره کرده‌است.

## تحصیل و فعالیت سیاسی
هیلفردینگ در دانشگاه وین به تحصیل پزشکی پرداخت اما علاقه زیادی به اقتصاد داشت و بعد از اتمام تحصیل در رشته طب، در روزنامه دای‌نیوزیت که ناشر نظریه‌های مارکسیستی بود و پس از مرگ انگلس توسط کارل کائوتسکی اداره می‌شد، در مورد سوسیالیسم مقاله می‌نوشت و از مواضع حزب سوسیال دموکرات آلمان که مخالف اعطای اعتبار برای مقاصد جنگ جهانی اول بود، حمایت می‌کرد.
هیلفردینگ در طول جنگ، به عنوان پزشک در جبهه اتریش خدمت نمود و در اوایل ۱۹۲۰ تبعیت آلمان را پذیرفت و به عنوان وزیر دارایی در دو کابینه آلمان از ۱۹۲۳ تا ۱۹۲۹ خدمت کرد. وی از ۱۹۲۴ تا ۱۹۳۳ عضو مجلس آلمان نیز بود.
او با به قدرت رسیدن هیتلر آوارگی را برماندن در آلمان ترجیح داد و در نقاط مختلف اروپا سرگردان بود تا بالاخره در سال ۱۹۴۰ در منطقه آزاد فرانسه اقامت گزید. اما حکومت ویشی فرانسه دستگیرش نمود و تحویل گشتاپو داد.
رودلف هیلفردینگ در زندان بر اثر شکنجه و کار اجباری جان داد.

## سرمایهٔ مالی جدیدترین مرحلهٔ تکامل سرمایه‌داری

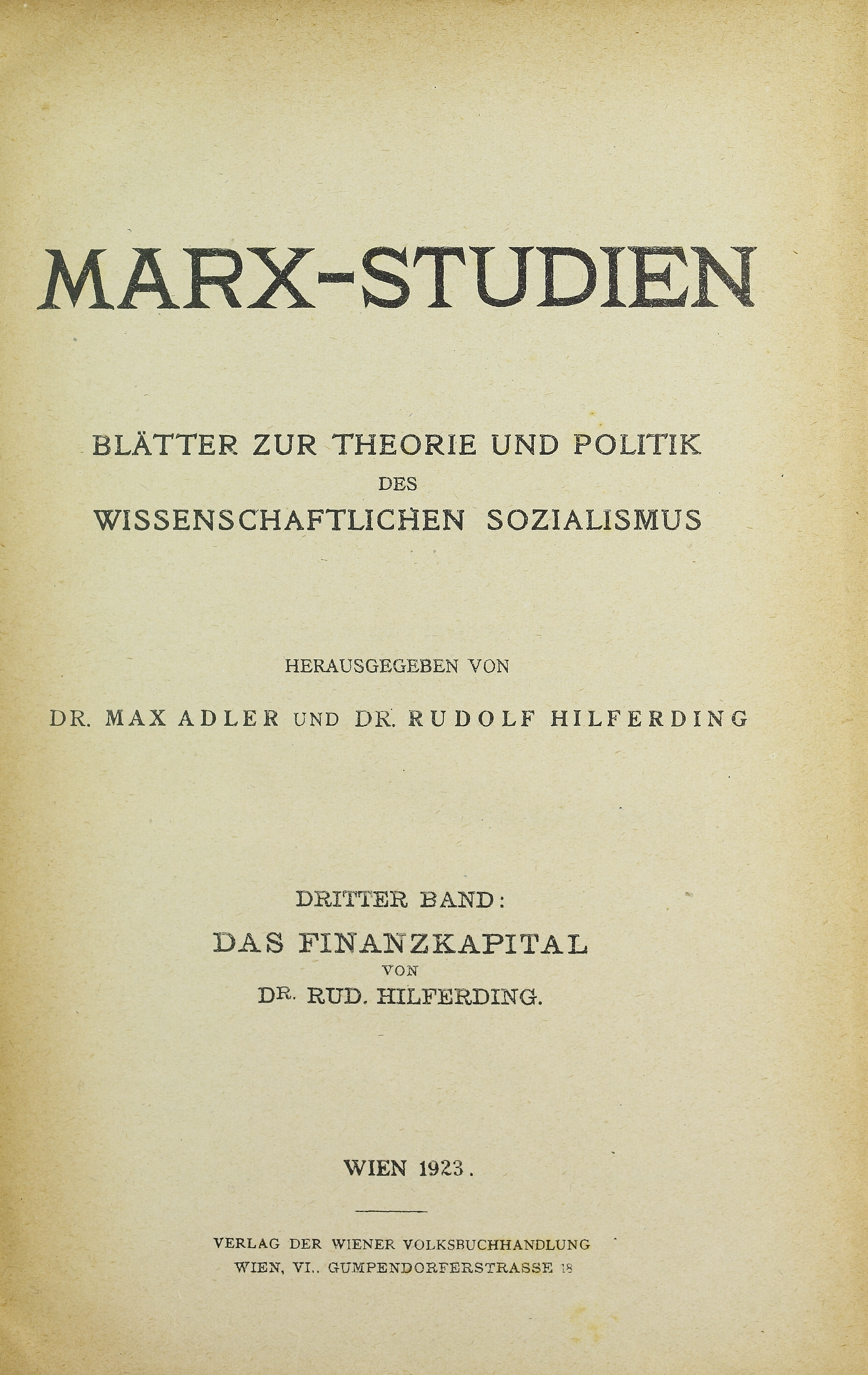
Finanzkapital, 1923

کتاب مشهور هیلفردینگ «سرمایه مالی، مرحله جدید تکامل سرمایه‌داری» است که هفت سال پیش از پیروزی انقلاب اکتبر در سال ۱۹۱۰ انتشار یافت.
کتاب مزبور با بحث پیرامون پول و اعتبار آغاز می‌شود و پس از توضیح مختصات «پول اعتباری» (سپرده‌های دیداری در مقایسه با اسکناس و مسکوک)، رشد بانک‌ها در ایجاد بنگاه‌های جدید و جدایی روزافزون مالکیت عمومی و مدیریت بنگاه‌ها را بحث کرده‌است.
وی در این کتاب می‌کوشد با آوردن موضوع انحصارها و بانکداری مبتنی بر اعتبارات، درک تازه‌ای از مارکسیسم عرضه کند.
مارکس در کتاب سرمایه در مبحث بحران‌های اقتصادی، «نظریه عدم تناسب» و «طرح تولید مجدد» را پیش می‌کشد تا رابطه میان صنایع تولید کالاهای مصرفی و سرمایه‌ای را نشان دهد. به نظر کارل مارکس می‌بایست این رابطه میان صنایع تولید کالاهای مصرفی و سرمایه‌ای حفظ شود تا نظام سرمایه‌داری بتواند ادامه حیات دهد.
هیلفردینگ در کتاب سرمایه مالی با اشاره به طرح تولید مجددمارکس نشان داده که رشد انحصارها احتمال نقض شدن برنامه تولید مجدد را دوچندان کرده‌است.
هیلفردینگ سرمایه مالی را باعث تقویت انحصارها می‌دانست که رقابت را محدود می‌کنند و در عین حال راه سرمایه‌های خارجی را باز کرده و تمایلات امپریالیستی حکومت‌ها را دامن می‌زند.
وی استدلال می‌کرد سرمایه‌داری قرن نوزدهم به دنبال آزادی تجارت بود، اما سرمایه‌داری در «مرحله نهایی» آن متوسل به تعرفه‌های گمرکی برای حمایت از انحصارهای داخلی و تقویت روحیه امپریالیستی می‌شود.
هیلفردینگ در اواخر کتاب ضمن اشاره به رابطهٔ بانک‌ها و سرمایه صنعتی، بحران‌های اقتصادی و رابطه آن‌ها با تمایل رشد یابنده به سوی امپریالیسم را تشریح نموده، نقش مخرب کارتل‌ها را توضیح می‌دهد.
نظرات هیلفردینگ، در درک اکثر مارکسیستها از پدیدهٔ سرمایه‌داری دولتی نقش داشته و کتاب سرمایهٔ مالی وی همراه با کتاب «مطالعاتی دربارهٔ امپریالیسم» اثر «جان آتکینسون هابسون» که در سال ۱۹۰۲ تحت عنوان امپریالیسم منتشر شد، تأثیر زیادی روی لنین گذاشته‌است.
کتاب امپریالیسم، آخرین مرحله سرمایه‌داری او که در سال ۱۹۱۶ منتشر شد، از دو کتاب فوق تأثیر گرفته‌است.
رودلف هیلفردینگ جدا از سرمایه مالی، در پاسخ به کتاب «ختم نظام مارکسیستی» نوشته بوم- باورک که در سال ۱۸۹۶ منتشر شده بود، کتابی انتشار داد و با استفاده مستقیم از زبان مارکس و انگلس گفتگوی سازنده میان مارکسیسم و اقتصاد بورژوایی را زیر سؤال برد.
بوم- باورک، مارکس را با معیارهای خود مورد انتقاد قرار داده بود و هیلفردینگ به انتخاب این معیارها اعتراض داشت و به ماهیت انتقادها کاری نداشت.

## نقد کتاب هیلفردینگ
هیلفردینگ با تأکید بر دو خصلت عمومی سرمایه‌داری انحصاری یعنی تراکم سرمایه و رابطهٔ ارگانیک میان بانک‌ها و سرمایهٔ صنعتی، از سرمایهٔ مالی به عنوان مضمون اصلی کارتلها و تراستها یاد کرده‌است.
از آنجا که رابطه شخصی و تشکیلاتی میان سرمایه صنعتی و بانکی و تسلط بانکداران بر مدیران صنایع، از ویژگی‌های توسعه آلمان و اتریش بود و مشخصه فوق عمومیت نداشت، تجزیه و تحلیل هیلفردینگ برای فهم روندهای اقتصادی در بیرون از اروپای مرکزی تردید برمی‌دارد.
نیکلای بوخارین در کتاب «امپریالیسم و اقتصاد جهانی» دیدگاه هیلفردینگ، را نقد کرده و به وضوح نشان داده‌است که نظام سرمایه‌داری به واسطهٔ نیاز به ارزش اضافه و کسب نرخ سود بیشتر به منظور انباشت سرمایه، لاجرم به سمت جهانی شدن و ایجاد کارتلهای بین‌المللی می‌رود.
در نقد دیدگاه هیلفردینگ که ویژگی سرمایه‌داری انحصاری را تراکم سرمایه و رابطه تنگاتنگ میان بانک‌ها و سرمایه صنعتی می‌دانست، ادوارد برنشتاین، ادعا نمود تراکم هرچه بیشتر سرمایه، مبشر مرحلهٔ جدیدی از ثبات اقتصادی و صلح سیاسی خواهد بود چرا که کارتل‌ها و تراست‌ها با استفاده از اقتصاد برنامه‌ریزی شده می‌توانند به نوسانات بازار و بحران‌های سرمایه‌داری پایان دهند…
هیلفردینگ در پاسخ به نظریه برنشتاین خاطر نشان کرد که سرمایه مالی با ایجاد شرکت‌های فرا ملی و سودهای کلان ناشی از سرمایه‌گذاری در کشورهای توسعه نیافته، هرچه بیشتر به گرایش‌های امپریالیستی در سرمایه‌داری دامن می‌زند..

## هیلفردینگ و کارتل جهانی صلح‌آمیز
با شعله‌ور شدن جنگ جهانی اول و قربانی‌های بیشمار آن، هیلفردینگ در تحقق دمکراسی سوسیالیستی، دچار نوعی یأس شد و سال ۱۹۱۵ چنین جمع‌بندی کرد: «به جای پیروزی سوسیالیسم، امکان یک جامعهٔ حقیقتاً سازمان یافته، اما به شیوه‌ای سلسله مراتبی و نه مردم سالار، ظاهر شده و ما سرمایه‌داری سازمان یافته‌ای خواهیم داشت که بهتر از گذشته می‌تواند نیازهای مادی توده‌ها را برآورده کند.»
نوشته هیلفردینگ با دیدگاه کائوتسکی شباهت داشت. کائوتسکی می‌گفت با وحدت امپریالیستهای جهان، یک کارتل جهانی صلح‌آمیز جایگزین تنش‌های نظامی و سیاسی میان کشورها خواهد شد.
در جریان کنگرهٔ ششم کمینترن، آوتیس میکاییلیان (سلطان زاده) تئوری سرمایهٔ مالی هیلفردینگ را به چالش کشید و مخالفت خود با عصر امپریالیسم به مثابهٔ دوران سیادت سرمایهٔ مالی را به وضوح اعلام کرد…
سلطان زاده در ادامهٔ سخن رانی خود تئوری سرمایهٔ مالی هیلفردینگ را در تضاد با نظریهٔ مارکس می‌داند و او را مرتد و جای گاه تئوری اش را زباله‌دان تاریخ می‌خواند.
نیکلای بوخارین در کتاب امپریالیسم و اقتصاد جهانی نتیجه‌گیری هیلفردینگ را دربارهٔ امکان به وجود آمدن یک کارتل جهانی صلح‌آمیز مورد حمله قرار داد.
وی نشان داد که نظام سرمایه‌داری به سبب نیاز به ارزش اضافه و نرخ سود هرچه بالاتر برای انباشت سرمایه، به سمت جهانی شدن و ایجاد کارتل‌های بین‌المللی حرکت می‌کند. در عین حال سرمایه‌داری در سطح ملی برای حفظ سرمایه خود موظف به اتخاذ سیاست‌های حفاظتی در سطح داخلی و رقابت هرجه بیشتر با دیگر دولت‌های سرمایه‌داری است و این دو گرایش مخالف در نهایت جنگ را به دنبال خواهد داشت.